# Grand Prix Miguel Indurain 2024
La 75e édition du Grand Prix Miguel Indurain, une course cycliste masculine a lieu en Espagne le 30 mars 2024. La course, disputée sur 203 kilomètres autour d'Estella-Lizarra en Navarre, fait partie du calendrier UCI ProSeries 2024 (deuxième niveau mondial) en catégorie 1.Pro. 

## Présentation

### Parcours
La course se compose de quatre boucles différentes qui partent et reviennent à Estella-Lizarra. L'arrivée est jugée sur le Paseo de la Inmaculada de Estella-Lizarra à environ 1 500 m après le sommet de l'Alto (ou Mur) d’Ibarra (600 mètres à 10 %) qui est franchi à quatre reprises (à confirmer).

### Équipes participantes
| WorldTeams (11)- Arkéa-B&B Hotels - Astana Qazaqstan Team - Bora-Hansgrohe - Cofidis - Decathlon-AG2R La Mondiale - EF Education-EasyPost - Lidl-Trek - Movistar Team - Team dsm-firmenich PostNL - Team Jayco AlUla - UAE Team Emirates ProTeams (9)- Burgos-BH - Caja Rural-Seguros RGA - Equipo Kern Pharma - Euskaltel-Euskadi - Israel-Premier Tech - Lotto Dstny - Q36.5 Pro Cycling Team - Polti Kometa - TotalEnergies Équipes continentales (2)- Illes Balears Arabay Cycling - Sabgal / Anicolor |
| |

## Classements

### Classement final
| \| Classement général \| Classement général \| Classement général \| Classement général \| Classement général \| \| Coureur \| Coureur \| Pays \| Équipe \| Temps \| \| ------------------ \| --------------------- \| ------------------ \| -------------------------- \| ------------------ \| \| 1er \| Brandon McNulty \| États-Unis \| UAE Team Emirates \| 4 h 55 min 48 s \| \| 2e \| Maxim Van Gils \| Belgique \| Lotto Dstny \| + 0 s \| \| 3e \| Oscar Onley \| Royaume-Uni \| Team dsm-firmenich PostNL \| + 2 s \| \| 4e \| Ion Izagirre \| Espagne \| Cofidis \| + 6 s \| \| 5e \| Archie Ryan \| Irlande \| EF Education-EasyPost \| + 8 s \| \| 6e \| Samuele Battistella \| Italie \| Astana Qazaqstan Team \| + 16 s \| \| 7e \| Clément Champoussin \| France \| Arkéa-B&B Hotels \| + 16 s \| \| 8e \| Steff Cras \| Belgique \| TotalEnergies \| + 16 s \| \| 9e \| Maximilian Schachmann \| Allemagne \| Bora-Hansgrohe \| + 16 s \| \| 10e \| Fernando Barceló \| Espagne \| Caja Rural-Seguros RGA \| + 16 s \| \| 11e \| Warren Barguil \| France \| Team dsm-firmenich PostNL \| + 23 s \| \| 12e \| Urko Berrade \| Espagne \| Equipo Kern Pharma \| + 26 s \| \| 13e \| Isaac Del Toro \| Mexique \| UAE Team Emirates \| + 31 s \| \| 14e \| Davide De Pretto \| Italie \| Team Jayco AlUla \| + 31 s \| \| 15e \| Pavel Sivakov \| France \| UAE Team Emirates \| + 34 s \| \| 16e \| Igor Arrieta \| Espagne \| UAE Team Emirates \| + 34 s \| \| 17e \| Alex Baudin \| France \| Decathlon-AG2R La Mondiale \| + 36 s \| \| 18e \| Mark Donovan \| Royaume-Uni \| Q36.5 Pro Cycling Team \| + 42 s \| \| 19e \| Paul Double \| Royaume-Uni \| Team Polti Kometa \| + 44 s \| \| 20e \| David de la Cruz \| Espagne \| Q36.5 Pro Cycling Team \| + 53 s \| |                       |             |                            |                 |
| |                       |             |                            |                 |
| Source : ProCyclingStats |                       |             |                            |                 |
| Classement général |                       |             |                            |                 |
| Coureur | Coureur               | Pays        | Équipe                     | Temps           |
| 1er | Brandon McNulty       | États-Unis  | UAE Team Emirates          | 4 h 55 min 48 s |
| 2e | Maxim Van Gils        | Belgique    | Lotto Dstny                | + 0 s           |
| 3e | Oscar Onley           | Royaume-Uni | Team dsm-firmenich PostNL  | + 2 s           |
| 4e | Ion Izagirre          | Espagne     | Cofidis                    | + 6 s           |
| 5e | Archie Ryan           | Irlande     | EF Education-EasyPost      | + 8 s           |
| 6e | Samuele Battistella   | Italie      | Astana Qazaqstan Team      | + 16 s          |
| 7e | Clément Champoussin   | France      | Arkéa-B&B Hotels           | + 16 s          |
| 8e | Steff Cras            | Belgique    | TotalEnergies              | + 16 s          |
| 9e | Maximilian Schachmann | Allemagne   | Bora-Hansgrohe             | + 16 s          |
| 10e | Fernando Barceló      | Espagne     | Caja Rural-Seguros RGA     | + 16 s          |
| 11e | Warren Barguil        | France      | Team dsm-firmenich PostNL  | + 23 s          |
| 12e | Urko Berrade          | Espagne     | Equipo Kern Pharma         | + 26 s          |
| 13e | Isaac Del Toro        | Mexique     | UAE Team Emirates          | + 31 s          |
| 14e | Davide De Pretto      | Italie      | Team Jayco AlUla           | + 31 s          |
| 15e | Pavel Sivakov         | France      | UAE Team Emirates          | + 34 s          |
| 16e | Igor Arrieta          | Espagne     | UAE Team Emirates          | + 34 s          |
| 17e | Alex Baudin           | France      | Decathlon-AG2R La Mondiale | + 36 s          |
| 18e | Mark Donovan          | Royaume-Uni | Q36.5 Pro Cycling Team     | + 42 s          |
| 19e | Paul Double           | Royaume-Uni | Team Polti Kometa          | + 44 s          |
| 20e | David de la Cruz      | Espagne     | Q36.5 Pro Cycling Team     | + 53 s          |

### Classements UCI
La course attribue des points au Classement mondial UCI 2024 selon le barème suivant.
| Position           | 1er | 2e  | 3e  | 4e  | 5e | 6e | 7e | 8e | 9e | 10e | 11e | 12e | 13e | 14e | 15e | 16e à 30e | 31e à 40e |
| Classement général | 200 | 150 | 125 | 100 | 85 | 70 | 60 | 50 | 40 | 35  | 30  | 25  | 20  | 15  | 10  | 5         | 3         |